# Kurultai
Kurultai (tiếng Mông Cổ: ᠻᠦᠷᠦᠯᠳᠠᠶ, Хуралдай, Khuruldai; tiếng Thổ Nhĩ Kỳ: Kurultay; phiên âm Hán Việt: Hốt lý lặc thai hay Khố lý lặc đài)  là một hội đồng quân sự và chính trị cổ xưa của người Mông Cổ  cũng như các dân tộc Turk. Kurultai là hội đồng bộ lạc và đế quốc được triệu tập để hoạch địch và thảo luận về các chiến dịch quân sự cũng như phân công ban lãnh đạo. Thành Cát Tư Hãn đã được bầu làm khả hãn tại Kurultai năm 1206. Hầu hết các chiến dịch quan trong đã được hoạch định tại các hội đồng tương tự và có một thiểu số. Về cơ cấu chính trị, các hội nghị này thường được điều hành bởi các đại biểu trên toàn thảo nguyên Mông Cổ, thay vì do các khả hãn và tướng lĩnh quân sự lãnh đạo, nhằm tạo sự minh bạch trong các quyết định cuối cùng.

## Từ nguyên
Nguồn gốc của tên gọi từ Khur có nghĩa là "tụ họp" hoặc "thảo luận", dẫn đến từ Khural mang nghĩa "cuộc gặp" chính trị hoặc "hội đồng" chính trị trong tiếng Mông Cổ và tiếng Thổ Nhĩ Kỳ. Khuraldai hay Khuraldaan có nghĩa là "một cuộc tụ họp", hoặc theo đúng nghĩa đen tức là "sự kết hợp". Nguồn gốc của từ này cũng tương tự trong tiếng Mông Cổ, "khurim" có nghĩa là "đám cưới" hoặc "lễ hội". Từ này được dùng để nói về các cuộc hội tụ mang tính chất lễ hội trên thảo nguyên, nhưng hiện nay nó được sử dụng chủ yếu để chỉ lễ cưới truyền thống Mông Cổ.

## Đế quốc Mông Cổ và các hãn quốc kế tục
Tất cả các Hãn thuộc đế chế Mông Cổ, ví dụ như Thành Cát Tư Hãn và Oa Khoát Đài, đều được chính thức bầu bởi một kurultai. Với tầm quan trọng đối với tương lai của đế chế, các kurultai bắt yêu cầu sự hiện diện của giới quý tộc thuộc tất cả các bộ lạc Mông Cổ, những người cũng chịu trách nhiệm quân sự. Do đó, sau cái chết của Oa Khoát Đài Hãn năm 1241 và Mông Kha Hãn năm 1259, các lãnh đạo và chỉ huy quân đội Mông Cổ đã phải rút khỏi ngoại ô Viên và Venice (1241) và Syria (năm 1259), chấm dứt các chiến dịch xâm lược Áo và Mamluk, để trở về kinh đô Karakorum bầu ra khả hãn mới.
Tại Hãn quốc Kim Trướng, khả hãn cũng được bầu trong các hội nghị kurultai tương tự mang tính chất địa phương. Mỗi khi cuộc bầu cử mới được tiến hành, một thủ tục thăng tiến phức tạp sẽ diễn ra. Johann Schiltberger, một nhà du hành người Đức ở thế kỷ 15, mô tả việc bổ nhiệm một khả hãn mới của Kim Trướng Hãn quốc như sau:
| “ | Khi họ chọn một vị vua, họ đưa ông ta đến ngồi trên một tấm vải nỉ trắng, rồi vái lạy ông ta ba lần. Sau đó, họ khiêng ông ta đi vòng quanh trướng trước khi ngồi đặt ông ta an tọa trên ngai vàng và trao cho một thanh gươm bằng vàng. Cuối cùng, nhà vua phải tuyên thệ theo thông lệ... | ” |

Lúc này, các vuơng công-quý tộc Nga thường phải chờ đợi ở kinh đô Sarai để chúc mừng một khả hãn mới, người sau đó sẽ ban hành lại yarliks (một loại sắc lệnh nhằm vạch ra đường lối cai trị). Suốt nhiều thế ký, người Nga thường xuyên chứng kiến những nghi thức khan kutermiak này, và họ bắt đầu cảm thấy chúng ngày càng trở nên thường xuyên và vô nghĩa trong thời kỳ tranh giành quyền lực khoảng giữa thế kỷ 14 ở Hãn quốc Kim Trướng, làm phát sinh từ tiếng Nga "кутерьма" (kuter'ma), có nghĩa là "chạy lăng xăng vô nghĩa".
Mặc dù kurultai là sự kiện chính trị trọng đại của người Mông Cổ, nhưng các lễ hội, yến tiệc và sự kiện thể thao truyền thống cũng được tổ chức, điển hình như đấu vật Mông Cổ, đua ngựa và thi bắn cung, vốn vẫn còn phổ biến đến ngày nay, tại sự kiện Naadam.

## Cách sử dụng hiện đại
Nhiều người Mông Cổ và Thổ Nhĩ Kỳ hiện đại sử dụng nó theo nghĩa chính trị hoặc hành chính, như là một từ đồng nghĩa cho quốc hội, hội nghị, cuộc gặp, hội đồng, hội họp, tập hợp. Ví dụ: Qoroltai người Bashkir Thế giới, Qurultay thứ tư của người Tatarari ở Krym, Kurultai Quốc gia của Kyrgyzstan, Khural Lớn của Nhà nước của Mông Cổ, Khural Nhân dân của Buryatian và Kurultai tổ chức ngày hôm nay ở Hungary, có viết Kurultáj.
Ở Mông Cổ, các dạng sau của từ này vẫn còn được sử dụng ngày nay: khuraldai, khuraldaan và khural. "Ulsin Deed Shuukhiin Khuraldaan" có nghĩa là "phiên họp của Toà án tối cao".
Cũng được đánh vần là: kurultay, qurultay, qurıltai, qorıltay, và qoroltay.
Từ này có một số cách sử dụng hiện đại trong ngôn ngữ Thổ ngữ hiện đại: "Yüksek Öğretim Kurulu", "genel kurul toplantısı", "Kurultay" cũng là một từ được sử dụng rộng rãi trong tiếng Thổ Nhĩ Kỳ hiện đại có nghĩa là tổng hợp, chẳng hạn như của các tổ chức, ủy ban vv "Kurul" cũng là một động từ trong tiếng Thổ Nhĩ Kỳ có ý nghĩa để được thành lập.